# Прохазка, Роман
Роман Проха́зка (словац. Roman Procházka; 14 марта 1989, Трнава, Чехословакия) — словацкий футболист, полузащитник словацкого клуба «Спартак» (Трнава) и сборной Словакии.

## Клубная карьера
Прохазка — воспитанник клуба «Спартак» из своего родного города. 13 мая 2007 года в матче против «Элдус Моченок» он дебютировал в чемпионате Словакии в возрасте 18 лет. В 2012 году Прохазка перешёл в болгарский «Левски». 11 августа в матче против бургасского «Черноморца» он дебютировал в чемпионате Болгарии. По окончании сезона Роман на правах аренды вернулся в транвский «Спартак». Летом 2014 года он вновь присоединился к «Левски». 2 августа в поединке против столичного «Локомотива» Роман забил свой первый гол за команду.
Летом 2018 года Прохазска перешёл в пльзеньскую «Викторию». 20 июля в матче против столичной «Дуклы» он дебютировал в Гамбринус лиге. 4 августа в поединке против «Сигмы» Роман забил свой первый гол за «Викторию». 

## Карьера в сборной
10 августа 2011 года в товарищеском матче против сборной Австрии Прохазка дебютировал за сборную Словакии, заменив во втором тайме Юрая Куцку.